# Salima Mazari
Salima Mazari (en persa: سلیمه مزاری‎;  Irán, 1980) es una política afgana que trabajó como gobernadora de distrito del distrito de Charkint en la provincia de Balkh en Afganistán y una de las tres gobernadoras de distrito en Afganistán.

## Biografía
Salima Mazari refugiada, ya que su familia había escapado de la invasión soviética de Afganistán, creció en Irán y se licenció en la Universidad de Teherán. Antes de regresar a Afganistán trabajó para la Organización Internacional para las Migraciones. En 2018, fue nombrada gobernadora del distrito de Charkint en la provincia de Balkh. Formó una comisión de seguridad para reclutar milicias locales para la lucha contra los talibanes. En 2020, negoció la rendición de más de 100 soldados talibanes en su provincia. En medio de la ofensiva talibán de 2021, se negó a huir como lo hicieron varios otros gobernadores del país, y su distrito opuso una resistencia significativa a los talibanes. Su distrito fue uno de los pocos del que país que permanecía desocupado por los talibanes hasta el colapso total de la República Islámica de Afganistán tras la caída de Kabul.
Desde el 18 de agosto, las noticias se preocupaban por si había sido capturada por los talibanes. Según un informe de noticias posterior de Time, Mazari estaba en la oficina del gobernador provincial cuando le llegó la noticia de la rendición de Balkh y la caída de Mazar-i-Sharif. Después de darse cuenta de que su distrito Charkint también estaba bloqueado, decidió cerrar la lucha para evitar sangre. y escapó a un lugar no revelado en EE. UU. con la ayuda de la evacuación estadounidense de Afganistán en 2021.

## Premios y reconocimientos
En 2021 fue reconocida como una de las 100 mujeres de la BBC.